# إيفايلو فاسيليف (لاعب كرة قدم)
إيفايلو فاسيليف (بالبلغارية: Ивайло Василев)‏ هو لاعب كرة قدم بلغاري في مركز حراسة المرمى، ولد في 15 يناير 1991 في بلغاريا. شارك مع منتخب بلغاريا تحت 21 سنة لكرة القدم. أما مع النوادي، فقد لعب مع ليفسكي صوفيا.

## وصلات خارجية
- إيفايلو فاسيليف (لاعب كرة قدم) على موقع قاعدة بيانات كرة القدم.إي يو (الإنجليزية)
- إيفايلو فاسيليف (لاعب كرة قدم) على موقع Soccerway.com (الإنجليزية)